# Hvisselhøj
Hvisselhøj er en jættestue, der ligger på Alsbjergvej ved Attrup i Han Herred nord for Limfjorden. Den har tre parallelt anbragte kamre, hvilket gør dens konstruktion unik i dansk samenhæng, og den har kun et modstykke på Malta.
Det er et megalitisk anlæg fra stenalderen lavet af Tragtbægerkulturen, der blev skabt i den yngre stenalder (3500–2800 f.Kr.). Jættestuen er en form for megalitisk anlæg fra stenalderen, som består af et kammer og en bygningsmæssigt adskilt, lateral gang. Denne form findes primært i Danmark, Tyskland og Skandinavien, samt forekommer sporadisk i Frankrig og Nederlandene. Neolitiske monumenter er udtryk for kultur og ideologi i neolitiske samfund. Deres opståen og funktion betragtes som tegn på social udvikling.

## Beskrivelse
En smal gang fører ind til det første kammer, som er omkring 8,0 meter langt og 1,5 meter bredt. En smal, centralt placeret passage fører ind til det sekundære kammer, som er mindre end 6,0 meter langt og knap en meter bredt, som igen er forbundet med det tertiære kammer gennem en endnu mindre åbning, som er lidt over to meter langt og i midten lidt over en meter bredt.
- Kammer 1 har fem dæksten og 15 støttesten
- Kammer 2 har syv dæksten og 11 støttesten (hvoraf fire deles med kammer 1 og tre med kammer 3)
- Kammer 3 har to dæk og otte støttesten (hvoraf tre deles med kammer 2)

Udgravningen af Hvisselhøj viste, at de tre forbundne kamre blev bygget samtidigt. Den forhistoriske konstruktion blev sikret med jernbjælker under restaureringen, som blev erstattet med rustfrit stål i 1998. Jættestuer med to kamre ved siden af hinanden (kaldet "dobbeltjættestue") er ikke så sjældne i Danmark (der er tre i Skåne).
- Indgangen til Hvisselhøj
- Gangen imellem kammer 1 og kammer 2

## litteratur
- Klaus Ebbesen: Danmarks megalitgrave . Bind 2: Katalog. Attica, København 2008, ISBN 978-87-7528-731-4 nr. 3144
- Peter V. Glob : Danmarks forhistoriske monumenter Wachholtz, Neumünster 1968 s. 66, 72
- Karsten Kjer Michaelsen: Politikens bog om Danmarks oldtid (Politikens håndbøger) Politikens Forlag, København 2002, ISBN 87-567-6458-8, s. 86